# 花木舞花
花木 舞花（はなき まいか、2004年〈平成16年〉10月26日 - ）は、日本のアイドルであり、Pastel Closetのメンバーである。一人称は「まい」であり、担当カラーはオレンジ色。

## 趣味
かわいいものを集めること、アイドル鑑賞、ミュージカル鑑賞

## 特技
写真、フラダンス、ハモり

## 好きな食べ物
生ハム、いちご、グミ、牛タン、母親が作ったご飯